# Hohfels
Der Hohfels ist eine als Naturdenkmal ausgewiesene Sandstein-Felsformation, die sich im Pfälzerwald am Südwesthang der Weinbiet auf der Gemarkung von Neustadt an der Weinstraße befindet. Er trägt die Nummer ND-7316-001.

## Lage und Beschreibung

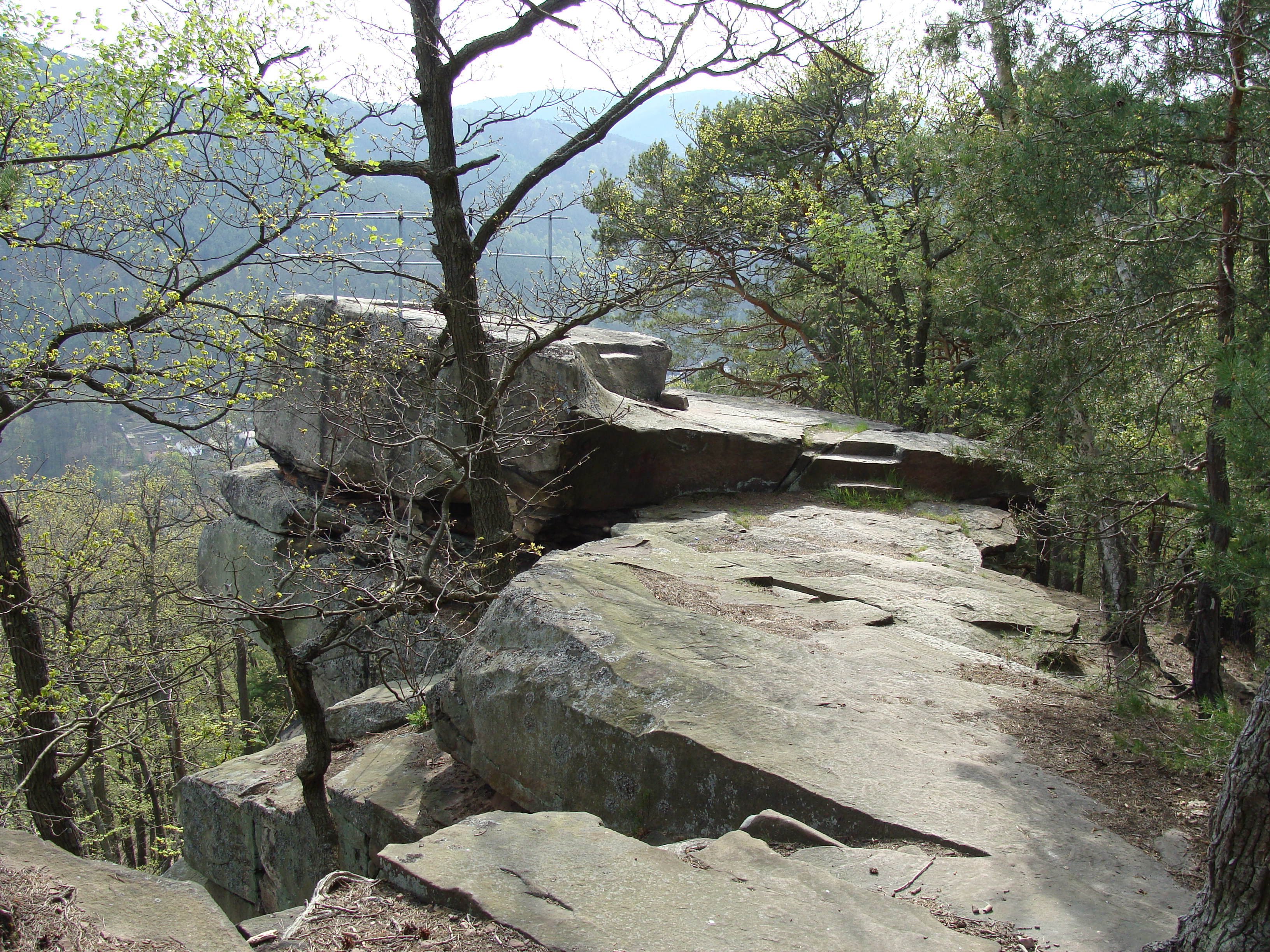

Der Hohfels ist eine Felspartie, die über eine Länge von etwa 280 Metern am Südwesthang des Weinbietausläufers Wolfsberg ausgehend oberhalb der Wolfsburg in einer Höhe von 282 Meter in Richtung Osten bis auf 350 Meter ansteigt. Einige der Felsen sind, teilweise gesichert, als Aussichtspunkte ausgebaut, wobei auch ein entsprechender Freischnitt der Vegetation eine Aussicht gewährleistet. Der Ausblick geht über das Speyerbachtal mit dem Stadtteil Neustadt-Schöntal zu den Nordhängen des Nollenkopfes und des Nollensattel mit dem Afrikaviertel und dem Königsberg. Weiter entfernt sind die Hohe Loog und das Hambacher Schloß sichtbar. Etwa einen Kilometer östlich befindet sich der ebenfalls als Naturdenkmal ausgewiesende Neustädter Bergstein (ND-7316-002). Unterhalb der Felsformation liegen die Naturschutzgebiete Haardtrand - Am Sonnenweg und Am Wolfsberg. Am Felsen sind mit der Hohfelsdurchgangshöhle in 330 Meter Höhe (Länge 5 Meter) und der Wolfsburgabri in 300 Meter Höhe (Länge 6 Meter) zwei kleine Höhlen und mit dem Hochfelsdach in 340 Meter Höhe geologische Besonderheiten dokumentiert. Die Höhlen können nur kriechend begangen werden.

## Zugang und Wandern
Die Felsformation kann nur zu Fuß über Wanderwege erreicht werden. Der Pfälzer Weinsteig führt in der Etappe von Deidesheim nach Neustadt an der Weinstraße über die Felsen. Die Wanderwege des Pfälzerwald-Vereins Roter Punkt und Blau-Weißer Balken verlaufen ebenfalls am Felsen. Der kürzeste Zugang kann vom Neustädter Stadtteil Schöntal erfolgen. Ein weiterer Aufstieg zum Weinbietgipfel mit der PWV-Hütte Weinbiethaus dauert etwa eine Stunde.